# Defecto de la coraza
El defecto de la coraza es una escotadura hecha en el peto y espaldar de la coraza para dejar al brazo la necesaria libertad de movimientos.
Según dice Almirante: "En los antiguos caballeros se buscaba como único punto vulnerable; y hoy metafóricamente decimos en estrategia o táctica que se le busca al enemigo el falso o defecto de la coraza para ponderar que se precave y no descubre punto descuidado o vulnerable."